# Boerne
Boerne è una città e capoluogo della contea di Kendall, Texas, Stati Uniti, all'interno del Texas Hill Country, fondata nel 1849 come Tusculum; il nome fu cambiato in Boerne quando la città fu pianificata nel 1852, intitolandola in onore di un autore e pubblicista ebreo-tedesco. 
La popolazione di Boerne era di 10.471 abitanti al censimento del 2010. La città è nota per il caso City of Boerne vs. Flores, esaminato dalla Corte suprema degli Stati Uniti. 
Facente parte dell'area metropolitana di San Antonio-New Braunfels, Boerne è la sede della Guadalupe Valley Poetry Celebration, un festival di poesia regionale che beneficia della Boerne Public Library.

## Geografia fisica
Secondo lo United States Census Bureau, ha un'area totale di 9,92 mi² (25,69 km²).

## Storia
Boerne nacque come uno dei numerosi insediamenti latini del Texas Hill Country di liberi pensatori, risultanti dalle rivoluzioni del 1848 degli stati tedeschi. Erano i cosiddetti Forty-Eighters, abolizionisti liberali intellettuali che amavano conversare in latino e che credevano negli ideali utopici che garantivano i diritti umani fondamentali a tutti. Discutevano animatamente di scienza, filosofia, letteratura e musica.
I liberi pensatori fondarono Castell, Bettina, Leningen e Schoenburg nella contea di Llano. Queste comunità sperimentali furono supportate dall'Adelsverein per un anno. Le comunità alla fine vennero abbandonate a causa della mancanza di finanziamenti dopo la scadenza del contratto con l'Adelsverein e dei conflitti di struttura e autorità. Molti dei pionieri di queste comunità si trasferirono a Sisterdale, Boerne e Comfort.
Nel 1849 un gruppo di liberi pensatori tedeschi di Bettina si accamparono sul lato nord del Cibolo Creek, a circa un miglio a ovest del sito dell'attuale Boerne. La nuova comunità prese questo nome dalla casa di Cicerone, Tusculum, nell'Antica Roma. Nel 1852 John James e Gustav Theissen, che aiutarono a fondare Sisterdale, pianificarono il sito della città, e rinominarono essa in onore dello scrittore tedesco Karl Ludwig Börne, anglicizzando l'ortografia in Boerne. La città non fu incorporata fino al 1909. August Staffell fu il primo direttore postale, nel 1856.
Il tribunale in calcare del 1870, il secondo più antico del Texas, fu progettato dagli architetti Philip Zoeller e J. F. Stendebach, e si trova direttamente dall'altra parte della strada rispetto all'attuale tribunale del 1998 progettato dagli architetti della Rehler Vaughn & Koone Inc. Nel marzo 1887 arrivò in città la San Antonio and Aransas Pass Railway. L'arrivo della ferrovia fu un impulso economico di una certa entità e creò condizioni migliori per l'area. Alla fine degli anni 1870, ufficiali dell'esercito britannico in pensione, tra cui Glynn Turquand e il capitano Egremont Shearburn, giocarono una delle prime partite di polo negli Stati Uniti a Boerne. Il campo da polo è ancora visibile sul Balcones Ranch, acquistato dal capitano Turquand nel 1878.
Il robusto ambiente di Boerne incoraggiò l'industria dei centri benessere. Le suore del Verbo Incarnato fondarono il St. Mary's Sanitarium nel 1896 per i pazienti polmonari; il dottor W.E. Wright contrasse con la Veterans Administration nel 1919 per fornire assistenza ai veterani della prima guerra mondiale affetti da malattie polmonari; il William L. Sill Tuberculosis Resort operava a nord-ovest di Boerne; e la signora Adolph (Emilie) Lex aprì la sua casa per recuperare i pazienti, convertendo infine due stanze in sale operatorie.
Karl Degener organizzò il Boerne Gesang Verein (club di canto) e la Boerne Village Band nel 1860. La famiglia e i discendenti del residente di Sisterdale, il barone Ottomar von Behr, comprendevano tre generazioni di registi della Boerne Village Band e quattro generazioni di musicisti. La banda è soprannominata "la più antica banda tedesca continuamente organizzata nel mondo fuori dalla Germania" (Oldest Continuously Organized German Band in the World outside Germany), e nel 1998 la Repubblica Federale di Germania ha riconosciuto la Boerne Village Band per il suo contributo al patrimonio tedesco in Texas e in America.

## Società

### Evoluzione demografica
Secondo il censimento del 2010, la popolazione era di 10.471 abitanti.

### Etnie e minoranze straniere
Secondo il censimento del 2010, la composizione etnica della città era formata dal 90,3% di bianchi, lo 0,6% di afroamericani, lo 0,4% di nativi americani, lo 0,8% di asiatici, lo 0,1% di oceanici, il 6,1% di altre razze, e l'1,7% di due o più etnie. Ispanici o latinos di qualunque razza erano il 22,7% della popolazione.